# Leiosyrinx
Leiosyrinx is een geslacht van weekdieren uit de klasse van de Gastropoda (slakken).

## Soorten
- Leiosyrinx apheles Bouchet & Sysoev, 2001
- Leiosyrinx immedicata Bouchet & Sysoev, 2001
- Leiosyrinx liphaima Bouchet & Sysoev, 2001
- Leiosyrinx matsukumai Bouchet & Sysoev, 2001